# Saison 2018-2019 de l'US Sassuolo
Maillots
Dernière mise à jour : 1er octobre 2022.
Chronologie
Saison précédente Saison suivante
La saison 2018-2019 de l'Unione Sportiva Sassuolo Calcio voit l'équipe première être engagée dans deux compétitions que sont la Serie A et la Coupe d'Italie. Elle fait suite à la saison 2017-2018 qui a vu les Neroverdi sortir d'une saison où ils ont terminé 11e du championnat.

## Classement en Serie A
| Rang | Équipe             | Pts | J  | G  | N  | P  | Bp | Bc | Diff |
| ---- | ------------------ | --- | -- | -- | -- | -- | -- | -- | ---- |
| 1    | Juventus FC T S    | 90  | 38 | 28 | 6  | 4  | 70 | 30 | +40  |
| 2    | SSC Naples         | 79  | 38 | 24 | 7  | 7  | 74 | 36 | +38  |
| 3    | Atalanta Bergame   | 69  | 38 | 20 | 9  | 9  | 77 | 46 | +31  |
| 4    | Inter Milan        | 69  | 38 | 20 | 9  | 9  | 56 | 29 | +27  |
| 5    | AC Milan           | 68  | 38 | 19 | 11 | 8  | 55 | 36 | +19  |
| 6    | AS Rome            | 66  | 38 | 18 | 12 | 8  | 66 | 48 | +18  |
| 7    | Torino FC          | 63  | 38 | 16 | 15 | 7  | 52 | 37 | +15  |
| 8    | SS Lazio C         | 59  | 38 | 17 | 8  | 13 | 56 | 46 | +10  |
| 9    | Sampdoria de Gênes | 53  | 38 | 15 | 8  | 15 | 60 | 51 | +9   |
| 10   | Bologne FC         | 44  | 38 | 11 | 11 | 16 | 48 | 56 | -8   |
| 11   | US Sassuolo        | 43  | 38 | 9  | 16 | 13 | 53 | 60 | -7   |
| 12   | Udinese Calcio     | 43  | 38 | 11 | 10 | 17 | 39 | 53 | -14  |
| 13   | SPAL               | 42  | 38 | 11 | 9  | 18 | 44 | 56 | -12  |
| 14   | Parme Calcio P     | 41  | 38 | 10 | 11 | 17 | 41 | 61 | -20  |
| 15   | Cagliari Calcio    | 41  | 38 | 10 | 11 | 17 | 36 | 54 | -18  |
| 16   | ACF Fiorentina     | 41  | 38 | 8  | 17 | 13 | 47 | 45 | +2   |
| 17   | Genoa CFC          | 38  | 38 | 8  | 14 | 16 | 39 | 57 | -18  |
| 18   | Empoli FC P        | 38  | 38 | 10 | 8  | 20 | 51 | 70 | -19  |
| 19   | Frosinone Calcio P | 25  | 38 | 5  | 10 | 23 | 29 | 69 | -40  |
| 20   | Chievo Vérone      | 17  | 38 | 2  | 14 | 22 | 25 | 75 | -50  |

Qualifications européennes
Ligue des champions 2019-2020
- 1er, 2e, 3e et 4e : phase de groupes

Ligue Europa 2019-2020
- C : phase de groupes

- 6e : deuxième tour qualificatif

Relégation
- 18e, 19e et 20e : relégation en Serie B 2019-2020

Abréviations
- T : Tenant du titre
- C : Vainqueur de la Coupe d'Italie
- S : Tenant de la Supercoupe
- P : Promus de Serie B 2017-2018

1. ↑  Atalanta est devant l'Inter Milan en vertu des points en confrontations directes.
2. ↑  L'AC Milan est exclu de la Ligue Europa 2019-2020 par l'UEFA [1].
3. ↑  Sassuolo est devant l'Udinese en vertu de la différence de buts:Sassuolo -7, Udinese -14.
4. ↑  Positions determinées par les points en confrontations directes: Parme: 9 points; Cagliari: 7 points; Fiorentina: 1 point.
5. ↑  Genoa est devant Empoli en vertu des points en confrontations directes.

## Coupe d'Italie de football
Le tirage des 32e de finale n'a pas encore eu lieu.

## Effectif
L'effectif professionnel de la saison 2018-2019 est entraîné par Roberto De Zerbi et ses adjoints. Il remplace Giuseppe Iachini qui n'est pas confirmé à la fin de sa mission intérimaire de 6 mois.